# Енніс
Енніс (англ. Ennis; ірл. Inis) — місто в Ірландії та адміністративний центр графства Клер. Найбільше місто графства за населенням, 11-е за населенням місто країни.

## Назва
Назва з ірландської « Inis» дослівно перекладається як «острів».

## Історія
З 13 століття тут існував францисканський монастир. Міські права поселення отримало у 17 столітті. 1610 року місто здобуло право проводити ярмарки. З 18 століття місто стало важливим торговельним центром.
У 19 столітті у місті були споруджені військові казарми, будинок суду та інші споруди, що і сьогодні визначають вигляд міста. 1859 року було відкрито залізничну станцію.
Місто зазнає підтоплення внслідок повеней, але будівництво захисних споруд повинно у майбутньому позбавити місто від підтоплення.
Сьогодні місто є важливим осередком традиційної ірландської музики.

## Визначні місця
- Руїни монастиря (1242)
- Церква Св. Колумбаса (1868-71)
- Пам'ятник Данієлю О'Коннелу

## Міста-побратими
- Сен-Поль-де-Фенує (Франція)
- Фінікс (США)